# Stephos cryptospinosus
Stephos cryptospinosus is een eenoogkreeftjessoort uit de familie van de Stephidae. De wetenschappelijke naam van de soort is voor het eerst geldig gepubliceerd in 2000 door Zagami, Campolmi & Costanzo.